# ريتشارد أرمسترونغ
ريتشارد أرمسترونغ (بالإنجليزية: Richard Armstrong)‏ هو مبشر أمريكي، ولد في 13 أبريل 1805 في McEwensville, Pennsylvania ‏ في الولايات المتحدة، وتوفي في 23 سبتمبر 1860 في هونولولو في الولايات المتحدة.